# Selca (Słowenia)
Selca – wieś w Słowenii, w gminie Železniki. W 2018 roku liczyła 689 mieszkańców.